# Battaglia di Refugio
La battaglia di Refugio fu combattuta principalmente il 14 marzo 1836 vicino a Refugio, Texas.